# Alard II de Château-Gontier
Pour les articles homonymes, voir Alard.
 (septembre 2013).
Si vous disposez d'ouvrages ou d'articles de référence ou si vous connaissez des sites web de qualité traitant du thème abordé ici, merci de compléter l'article en donnant les références utiles à sa vérifiabilité et en les liant à la section « Notes et références ».
Alard II de Château-Gontier est seigneur de Château-Gontier en Anjou.

## Biographie

### Origine
Alard II, semble gouverner la baronnie de Château-Gontier au moins accidentellement dès 1095. Dès avant cette date, il est témoin du don de l'église Saint-Germain par Robert le Bourguignon, son grand-père, à Saint-Vincent du Mans. Connaissait-il la mort de son père quand, le 16 novembre 1101, il fut témoin d'une confirmation in extremis par Renaud le Bourguignon, son oncle, de ses dons antérieurs à la Roë ? En 1105, nous le trouvons qui assiste, le sixième sur dix-sept témoins, à la sentence de Geoffroy Martel le jeune concernant Saint-Clément, et la même année à l'accord entre Papin de Senonne et les chanoines de la Roë, puis en 1107 consentant à la donation des dîmes de Saint-Aignan de Gennes au Ronceray.

### Excommunication
Alard se fait excommunier en cette même année 1107 au concile de Troyes, pour ses vexations envers l'abbaye de Vendôme et son prieuré de Ménil, que Marchegay prend à tort pour un faubourg d'Angers. Dans le même temps il est témoin de l'absolution de Guy II de Laval ; ratifie en 1110 une donation de son père aux religieuses du Ronceray, et leur sert de témoin et caution quand sa mère achète, pour le prieuré d'Avénières, les biens du chapelain Hamon.
Alard était gravement malade à Château-Gontier en 1112 ; Renaud, évêque d'Angers, et Archambauld, abbé de Saint-Aubin, qui le visitèrent, reçurent de lui, comme réparation de ses torts, diverses faveurs, telles que la remise d'un denier pour sol sur le prix de vente de leurs maisons de Château-Gontier, droit qu'il percevait parce que ces maisons étaient bâties avec les bois de ses forêts. Renaud, son père, avait approuvé l'aumône à Saint-Nicolas de Raoul le Gras ; Alard la revendiqua puis la rendit à l'abbé Lambert (1116-1118). Il concéda de même à l'abbesse Thiburge, du Ronceray, l'église de Saint-Michel-de-Feins (1104-1120). Il se désista encore (1120-1123) de ses réclamations sur les prés de Longue-Ile donnés par son père à son départ pour la Terre-Sainte.

### Aumônerie
Du temps d'Alard II l'aumônerie de Saint-Julien de Château-Gontier avait besoin d'être réorganisée. Alard pensa d'abord à la donner aux disciples de saint Vital de Mortain, fondateur de Savigny, connu dans sa région comme compagnon de Robert d'Arbrissel ; mais les moines de Saint-Nicolas, établis à Azé, réclamèrent et eurent gain de cause en vertu d'actes du pape Calixte, de l'évêque d'Angers, Renaud, de Jean, abbé de Saint-Nicolas, de Geoffroy, abbé de Vendôme, du comte Foulque le jeune et d'Alard de Château Gontier. Saint-Nicolas s'engagea le 29 janvier et le 25 février 1122 à faire desservir l'aumônerie par douze religieux.

### Bienfaiteur
Saint-Aubin eut alors la dîme du port au vin (1er mars 1123). Dès son origine l'abbaye de la Roë fut bien vue par Alard II qui y fit recevoir un de ses clercs en 1102, et en 1129 un fils adoptif, nommé Hervé, qu'on trouve plus tard religieux aux Vaux, puis prieur de Fontaine-Couverte. En cette même année 1129, l'abbé Jean, habile médecin, vint visiter Alard malade, qui lui donna ce qu'il possédait encore au Genéteil. Le Gallia Christiana dit à tort que le malade était le fils d'Alard.
Alard, vers 1130, cède à la Roë la maison du trésorier Hildier ou Auger, dans son fief d'Angers, et fait approuver cet acte par ses trois fils Renaud, Alard et Geoffroy, et par Exulate, sa femme. Il est témoin le 14 février 1141 (n.st.) d'une concession de Geoffroy le Bel à l'Abbaye du Ronceray d'Angers. La charte qui nous fait connaître le plus explicitement ses alliances et ses enfants est celle qui relate le don de la chapelle et du chapitre de Saint-Just à l'évêque Ulger, le 16 octobre 1145. Il reçut en échange la somme de 90 livres. Pour lui, il ajoutait à sa donation la cession de trois bourgeois : Gautier le Mercier, Gautier de Loigné, Chantereau, et une maison près de Saint-Jean-l'Évangéliste.
La mort d'Alard doit avoir suivi de près ce dernier acte. Ce qui frappe dans sa vie, c'est l'importance que prend Château-Gontier de son temps et le goût qu'il marque d'y habiter et de l'enrichir, tout en ne négligeant pas ses devoirs et ses fonctions auprès du comte d'Anjou.

## Famille
Il eut deux épouses dont on ne connaît que les prénoms : Mathilde et Exilie. La première n'est mentionnée qu'en 1122 et mourut en 1123, le 28 décembre. Exilie ou Exulate, mariée sans doute peu après 1123, vivait encore en 1145 et dut survivre à son mari. Les enfants appartiennent probablement à l'une et à l'autre de ses deux épouses, comme il suit, du premier lit :
1. Alard, mort avant 1123 ;
2. Renaud, qui vivait en 1145, mentionné avant Alard, et seul à la dernière date, après laquelle il disparaît ;
3. Alard, qui succède à son père, mentionné en 1120 ;
4. Geoffroy, qu'on rencontre en 1129.

Du second lit vient probablement :
1. Guihéneuc, mentionné seulement en 1140, témoin d'un don à Saint-Serge par Frellon, fils d'Agnès, frère d'Aimery.

Les « autres » seraient inconnus, mentionnés seulement dans la charte de 1145. Alard II qui fournit une longue carrière, vit disparaître avant lui son fils aîné, et ne laissa son successeur lui survivre que bien peu d'années.

## Source
- Abbé Angot, Baronnie de Château-Gontier, 1915 lamayenne.fr